# Hormônio folículo-estimulante
A hormona folículo-estimulante (português europeu) ou hormônio folículo-estimulante (português brasileiro) (pós-AO90, foliculoestimulante) ou FSH ou FSH (F) (En.: Follicle-stimulating hormone) nos humanos e outros animais é sintetizada e secretada pelos gonadotrofos da adenoipófise. A FSH regula o desenvolvimento, crescimento, a maturação na puberdade e os processos reprodutivos do corpo humano. A FSH e a hormona luteinizante (LH) actuam em conjunto para a reprodução.

## Estrutura
A FSH é uma glicoproteína. Cada unidade monomérica é uma molécula proteica ligada a um açúcar; sendo a proteína completa e funcional composta por ambos. A sua estrutura é semelhante à da LH, TSH e hCG. O dímero proteíco contém duas unidades de peptídeos, denominadas subunidades alfa e beta. As subunidades alfa da LH, FSH, TSH e hCG são idênticas, contendo 92 aminoácidos. As subunidades beta variam. A FSH tem uma subunidade beta de 118 aminoácidos (FSH β), que lhe confere a sua ação biológica específica e é responsável pela interação com o receptor da hormona folículo-estimulante. A parte de açúcares da hormona é composta por fucose, galactose, manose, galactosamina, glucosamina e ácido siálico, sendo este último essencial na sua meia-vida biológica. A meia-vida da FSH é de 3-4 horas.

## Genes
O gene para a subunidade alfa encontra-se no cromossoma 6p21.1-23. O gene para a subunidade beta encontra-se no cromossoma 11p13.

## Atividade
A FSH regula o desenvolvimento, crescimento, a maturação na puberdade e os processos reprodutivos do corpo humano.
- Tanto no homem como na mulher, a FSH estimula a maturação das células germinativas.
- No homem, a FSH induz as células de Sertoli e segregar inibina e estimula a formação de zonula occludens sertoli-sertoli.
- Na mulher, a FSH dá início ao crescimento folicular através da acção nas células da granulosa.

Tal como acontece com a LH, a libertação de FSH pela adenoipófise é regulada por pulsos de  hormona libertadora de gonadotropina. Esses pulsos, por sua vez, estão sujeitos à resposta dada pela gónadas.

### Efeitos no sexo feminino
A FSH estimula o crescimento e recrutamento de folículos ovarianos nos ovários. Durante os estágios iniciais dos folículos, a FSH é o seu principal meio de sobrevivência, resgatando-os da morte programada pela apoptose. Na transição da fase luteínica para folicular, os níveis no soro da progesterona e estrogénio (fundamentalmente estradiol) diminuem e deixam de suprimir a libertação de FSH. Desta forma, a FSH tem o auge ao terceiro dia do ciclo (contando-se o primeiro dia a partir da menstruação). O número de pequenos folículos é normalmente suficiente de modo a produzir inibina B de modo a baixar os níveis de FSH.
Para além disso, existem evidências que a o factor de atenuação da afluência de gonadotrofina produzido pelos pequenos folículos durante a primeira metade da fase folicular também exerce uma realimentação negativa na amplitude da secreção da LH, proporcionando assim um ambiente mais favorável ao crescimento dos folículos e prevenindo a luteinização prematura.
Quando o folículo amadurece e atinge os 8-10mm de diâmetro, começa a segregar quantidades abundantes de estradiol. Nos humanos, regra geral apenas um folículo se torna dominante e sobrevive até atingir os 18-30mm de tamanho e chega a ovular, sendo os restantes eliminados pela artrésia. O crescimento súbito da produção de estradiol pelo folículo dominante dá origem à rápida libertação de GnRH, resultando numa afluência de LH. O aumento dos niveis de estradiol no soro leva a um decréscimo na produção de FSH, através da inibição da produção de GnRH no hipotálamo.
A diminuição do nível de FSH no soro leva a que ocorra artrésia nos folículos mais pequenos, uma vez que carecem de suficiente sensibilidade à FSH de modo a sobreviver. Ocasionalmente, dois folículos podem alcançar ao mesmo tempo o estágio dos 10 mm, e uma vez que são ambos sensíveis à FSH, irão sobreviver e crescer no ambiente pobre em FSH, dando origem a duas ovulações no mesmo ciclo, o que possivelmente levaria à existência de gémeos.

### Efeitos no sexo masculino
A FSH estimula os espermatócitos primários a se dividirem, dando origem aos espermatócitos secundários. A FSH aumenta ainda a produção de proteína ligadora de andrógenos pelas células de Sertoli dos testículos, ligando-se aos receptores FSH nas suas membranas vasolaterais, processo fundamental para o início da espermatogénese.